# Gatãozinho
 José Fernando Naval, mais conhecido como Gatãozinho (Piracicaba, 11 de abril de 1953), é um ex-futebolista brasileiro que atuava como meia armador. Formado em Educação Física, atualmente mora na cidade de Piracicaba, no interior do estado de São Paulo.

## Biografia
José Fernando Naval é um dos cinco filhos de Vicente Naval Filho, o Gatão, um dos maiores jogadores da história do XV de Piracicaba e com importante passagem pelo Corinthians. O atacante e artilheiro Gatão sonhava que seus filhos seguissem também a carreira futebolística, e três de seus filhos se tornaram atletas profissionais de futebol, o Tatau Naval, o Gatãozinho e o Lu Gatão, ambos orientados e incentivados pelo experiente atleta da década de 50. O que os filhos não sabiam era que o desejo do pai ia além do simples fato de serem futebolistas. O disciplinador Gatão realizou o seu sonho de ver um dos seus filhos, José Fernando Naval, se tornar um dos principais jogadores do interior paulista.
Sobre as reiteradas cobranças de seu pai, Gatãozinho disse: 
Em 1986, quando estava no Juventus, ganhamos da Internacional que depois seria campeã paulista, por 4–0. Mesmo assim ele não deu o braço a torcer, e falou: "ganhou, mas tem que melhorar". No final da minha carreira, ele explicou que tinha de ser firme para eu não me acomodar. Foi um alívio, era o que eu queria ouvir. Me corrigia, mas era para o meu bem.
Com passagens marcantes pelos clubes que defendeu como jogador, Gatãozinho também atuou como treinador de futebol e comandou o São Bento de Sorocaba no Campeonato Brasileiro de Futebol da Série C em 1992. Em 2018, entre as várias homenagens recebidas, o atleta foi homenageado antes do início da partida entre São Bento e Brasil de Pelotas, partida válida pelo Campeonato Brasileiro de Futebol da Série B.

## Carreira como jogador

### O início
Gatãozinho iniciou no futebol amador no interior paulista, e atuou em uma das melhores e tradicionais equipes de Piracicaba, o Esporte Clube Vera Cruz, tornando-se campeão amador de Piracicaba em 1971. Como atleta de clube iniciou na base do Corinthians no início de 1972, após a forte equipe do Corinthians se tornar campeã paulista juvenil (sub-20) em 1971. O jovem atleta chegou na equipe e foi peça fundamental para a equipe alvinegra do Parque São Jorge na conquista do bi campeonato paulista em 1972. No início de 1973 o atleta sagrou-se vice-campeão da Copa São Paulo de Futebol Júnior perdendo a final para o Fluminense.

### XV de Piracicaba
Em 1973, após a participação do atleta na Copa São Paulo de Futebol Junior atuando pelo Corinthians, seu pai consegue os direitos federativos e econômicos do seu filho e retorna com o mesmo para Piracicaba, onde Gatãozinho é profissionalizado e participa do seu primeiro Campeonato Paulista de Futebol como profissional, jogando pelo XV de Novembro de Piracicaba.

### São Bento
No início de 1974, o procurador do atleta (seu pai Gatão), leva Gatãozinho para o São Paulo, onde o atleta permanece por um curto período de tempo em treinamentos, pois o seu pai negociaria o seu passe em definitivo com o São Bento de Sorocaba. Em Sorocaba Gatãozinho se torna ídolo e referência como atleta. Foi o atleta que mais vestiu a camisa do São Bento, foram 367 jogos em oito anos.
Neste período no São Bento, o atleta foi convocado por dois anos consecutivos para defender a Seleção Paulista de Futebol, em 1976 e 1977. Com a seleção tornou-se bicampeão da Copa Presidente Park, torneios realizados em Seul na Coreia do Sul.[carece de fontes?]

### Juventus
Em 1981, o atleta é contratado pelo Juventus para ocupar o vazio no meio campo juventino, pois Luciano Coalhada, ex-Corinthians deixara o Juventus indo para a Portuguesa de Desportos. Gatãozinho não decepcionou e eternizou a camisa da equipe grená, assim como fez no São Bento sendo o titular absoluto do Moleque Travesso. Em 1982 depois de um excelente Campeonato Paulista onde o Juventus chegaria em quinto lugar, a equipe embalada em 1983, conquista o maior título da história do clube da Mooca, a Taça de Prata. Em 1986, mais um título conquistado por Gatãozinho, o Torneio Início Paulista.

### Bragantino
Em 1988, Gatãozinho transferiu-se para o Bragantino para fazer parte de uma das melhores formações da equipe de Bragança Paulista. O atleta conquistou dois títulos, ou seja, dois acessos a primeira divisão, sendo um deles o Campeonato Paulista de Futebol - Divisão Intermediária de 1988 sobre o comando de Norberto Lopes e o Campeonato Brasileiro de Futebol da Série B em 1989 sobre o comando de Vanderlei Luxemburgo.

### Retorno ao São Bento
Em 1990 aos 37 anos, Gatãozinho retorna ao São Bento, disputa os campeonatos daquele ano e encerra sua gloriosa carreira de atleta profissional vestindo pela última vez a camisa do Azulão Sorocabano.

## Títulos
Corinthians
- Campeonato Paulista de Juniores: 1972

Juventus-SP
- Campeonato Brasileiro - Série B: 1983
- Torneio Início Paulista: 1986

Bragantino
- Campeonato Brasileiro - Série B: 1989
- Campeonato Paulista - Série A2: 1988

Seleção Paulista
- Copa Presidente Park: 2 (1976, 1977)